# Bugnicourt
Bugnicourt település Franciaországban, Nord megyében. Lakosainak száma 1084 fő (2022. január 1.). Bugnicourt Erchin, Villers-au-Tertre, Arleux, Aubigny-au-Bac, Brunémont, Cantin és Fressain községekkel határos.

## Népesség
A település népességének változása:
| Lakosok száma | 929  | 956  | 1003 | 1030 | 1042 | 1049 | 1058 | 1074 | 1084 |
|               | 2013 | 2015 | 2016 | 2017 | 2018 | 2019 | 2020 | 2021 | 2022 |